# Thierry Teixeira
Pas d'image ? Cliquez ici

a Compétitions nationales et continentales officielles uniquement.

b Matchs officiels uniquement.
Dernière mise à jour le 11 juillet 2017.
Thierry Teixeira, né le 1er juin 1971, est un joueur de rugby à XV international portugais évoluant au poste de demi d'ouverture.

## Carrière
- 1993-1994 : FCS Rumilly
- 1996-1998 : Racing Club Strasbourg Rugby
- 1998-2001 : CA Périgueux
- 2001-2002 : Rugby club Nîmes Gard
- 2002-2003 : Pays d'Aix rugby club
- 2003-2005 : Rugby club Nîmes Gard

## Statistiques en équipe nationale
- 8 sélections en équipe nationale
- 69 points (1 essai, 1 transformation, 19 pénalités et 1 drop)
- Sélections par année : 1 en 1998, 2 en 1999, 5 en 2000
- Thierry Teixeira égale le record mondial de pénalités réussies en match international. Le Franco-Portugais Thierry Teixeira est le meilleur réalisateur avec 100 % de réussite lors de ses tentatives de pénalités pour un seul match après la réalisation de neuf pénalités et un drop goal, marquant tous les points de son équipe lors de la défaite contre la Géorgie 32 à 30 à Lisbonne - en février 2000 comptant pour le Championnat européen des nations.

Le record est détenu par Thierry Teixeira du Portugal, qui a réussi neuf buts de pénalité (égale le record du monde) est un objectif ignoré dans le match d'ouverture des Six Nations second niveau de 2000. Ce record est toujours en vigueur en 2021. 
Le classement des trois  meilleurs réalisateurs, avec une réussite de 100 %, en test sont : 
- Thierry Teixeira, Portugal 30-32 Géorgie, Lisbonne, 2000
- Santiago Meson, Argentine 29-26 Canada, Buenos Aires, 1995
- Jonny Wilkinson, Afrique du Sud 27-22 Angleterre, Bloemfontein, 2000